# Melpo Merlier

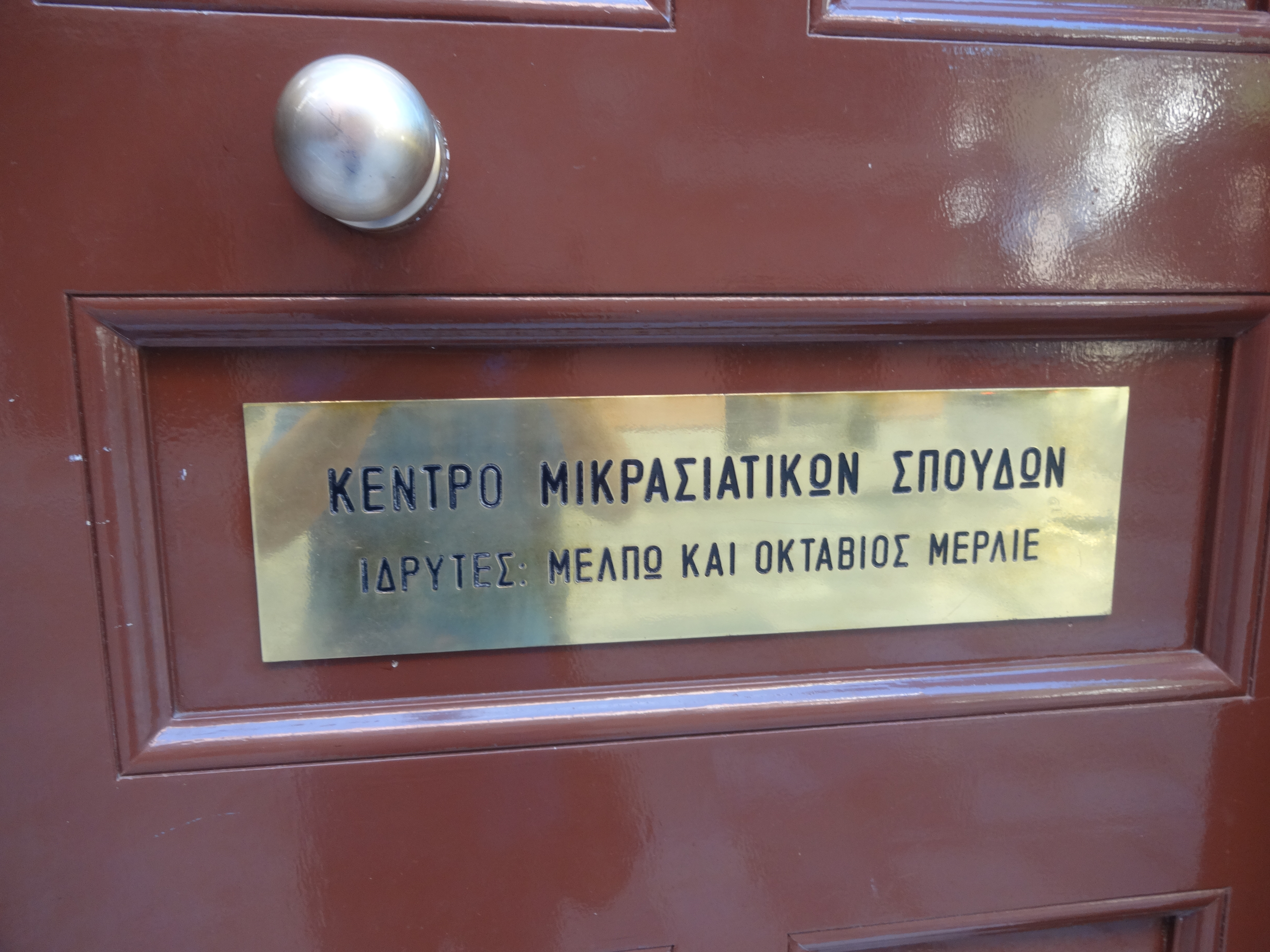
Zentrum für kleinasiatische Studien, benannt nach Octave und Melpo Merlier, Plaka, Athen.

Melpomeni Merlier (griechisch Μελπωμένη Μερλιέ, meist Melpo (Μέλπω), geborene Logotheti (Λογοθέτη), * 1889 in Xanthi; † 1979 in Athen) war eine griechische Pianistin, Musikwissenschaftlerin und Ethnologin.

## Werdegang
Melpomene Logotheti wuchs als Tochter des griechischen Arztes Miltiadis Logothetis (Μιλτιάδης Λογοθέτης) und seiner Frau Viktoria Kougioumtzoglou (Βικτωρία Κουγιουμτζόγλου) in Konstantinopel auf. Dort besuchte sie das Ζάππειο Παρθεναγωγείο (Záppeio Parthenagogío), eine Mädchenschule, und erhielt Klavierunterricht bei Sophia Spanudi (Σοφία Σπανούδη). Ihr Vater starb, als sie 15 Jahre alt war. Ihre Mutter zog daraufhin aus familiären Gründen mit ihr nach Genf. Am dortigen Conservatoire besuchte sie die Meisterklasse für Klavier des Liszt-Schülers Bernhard Stavenhagen. 1913 kehrte sie nach Griechenland zurück und gab dort, in Konstantinopel und in Ägypten und an weiteren Orten Konzerte. Von 1914 bis 1919 war sie Professorin für Musikgeschichte am Conservatoire von Piräus, unterrichtete aber auch am Conservatoire von Athen. Aus dieser Zeit stammt ihre erste Veröffentlichung, eine Biographie Beethovens. Von 1919 bis 1924 studierte sie dann Musikwissenschaft in Paris bei André Pirro.
Etwa zur gleichen Zeit, von 1920 bis 1925, unterrichtete sie als Assistentin von Hubert Pernot Neugriechisch am Institut Néo-Hellénique der Sorbonne. Im Sommer 1922 kam sie mit Pernot nach Griechenland und sammelte in Roumelien (Zentralgriechenland) Volkslieder. Sie war die erste Griechin, die auf diesem Gebiet Feldforschung betrieb. In diesen Forschungen wandte sie sich der überlieferten griechischen Kirchenmusik, der Volksmusik und insbesondere dem Volkslied zu. Als erste legte sie eine systematische Sammlung des roumeliotischen Volkslieds an. 1923 heiratete sie den französischen Philologen Octave Merlier, den sie im Institut Néo-Hellénique kennengelernt hatte, und kehrte mit ihm zu Beginn des Jahres 1925 nach Griechenland zurück, wo sie ihre Forschungen zur Kirchenmusik und zum Volkslied fortsetzte, während Octave Merlier als Lehrer am Institut français d’Athènes und schließlich als dessen langjähriger Leiter tätig war.
1929 kam Hubert Pernot nach Griechenland und bot ihr an, die musikalische Überlieferung Griechenlands phonographisch zu dokumentieren. Zu diesem Zweck wurde der Σύλλογος Δημοτικών Τραγουδιών (Verein für Volkslieder) gegründet, der 1935 in Μουσικό Λαογραφικό Αρχείο (Ethnomusikalisches Archiv) umbenannt wurde. Die Zusammenarbeit mit der Sorbonne wurde vertraglich festgehalten. 1930 machten Melpo Merlier und ihre Mitarbeiter Aufnahmen von 104 Volksliedern des Pontos, 82 vom östlichen Pontos (24 der Kaukasus-Pontier, 32 aus der Gegend um Trapezunt und 26 aus der Gegend um Argyroupolis) und 22 vom westlichen Pontos (9 von Kerasounta, 7 von Oinoi und 6 von Inepoli). Im selben Jahr nahm sie einen großen Teil der byzantinischen Musik auf Schallplatten auf, mit Stimmen wie der des Metropoliten von Samos, Irenaios Papamichail (1878–1963), der des Simon Karas (1903–1999) mit dem damals wiederentstandenen Chorgesang und der von zwei Sängern aus Megara, der des Dimitris Papapostolis (1869–1933) und der des Dimitris Karonis (1891–1955). Insgesamt wurden in den Jahren von 1929 bis 1931 zweihundertzweiundzwanzig Schallplatten mit 660 Volksliedern und 66 Melodien der Kirchenmusik gesammelt, die im Pariser Musikverlag Pathé veröffentlicht wurden. Unterstützt wurde sie in ihrem Projekt von der Regierung des Eleftherios Venizelos, der selbst zwei kretische Volkslieder zur Aufnahme auf Schallplatten vortrug.
1930 gründete Merlier das Archiv für Musik und Volkskunde (Μουσικό και Λαογραφικό Αρχείο) und 1933 das Archiv für kleinasiatische Volkskunde (Αρχείο Μικρασιατικής Λαογραφίας). Zugleich bereitete sie ihre musikwissenschaftliche Dissertation zum griechischen Volkslied vor, die 1931 erschien. In den folgenden Jahrzehnten arbeitete sie mit ihrem Mann Octave Merlier im Κέντρο Μικρασιατικών Σπουδών (Zentrum für kleinasiatische Studien) weiter an ihrem Projekt. Ihr Nachfolger war dort Paschalis M. Kitromilides.
Melpo Merlier starb 1979 in hohem Alter wenige Jahre nach ihrem Mann Octave Merlier. Die Ehe blieb kinderlos.

## Schriften (Auswahl)
- Η Ζωή του Μπετόβεν. 1917.
- Τραγούδια της Ρούμελης. 1931, zweite Auflage Κέντρο Μικρασιατικών Σπουδών, Athen 1981.
- Études de musique byzantine. Le premier mode et son plagal. Paris 1933.
- Μουσική παράδοση στην Ελλάδα. 1935 (επίσης Μουσική Λαογραφία)
- Essai d’un Tableau du Folklore Musical Grec. Le Syllogue pour l'enregistrement des chansons populaires. 1935.
- Archives musicales de folklore. Textes et travaux publiés sous la direction de Mme M. Merlier. Athen 1935.
- Το αρχείο της Μικρασιατικής Λαογραφίας – πώς ιδρύθηκε, πώς εργάστηκε. Athen 1948 (Collection de l’Institut français d’Athènes, 7), (online) (PDF; 2,4 MB).
- mit Octave Merlier: Ο τελευταίος ελληνισμός της Μικράς Ασίας. Έκθεση του έργου του Κέντρου Μικρασιατικών Σπουδών (1930–1973). Κατάλογος. Με πολλές εικόνες και χάρτες εκτός κειμένου. Le dernier hellénisme d’Asie mineure. Introduction à l’exposition du Centre d’études d’Asie mineure de Melpo Merlier. Centre d’études d’Asie mineure, Athen 1974.